# Kari Bremnes

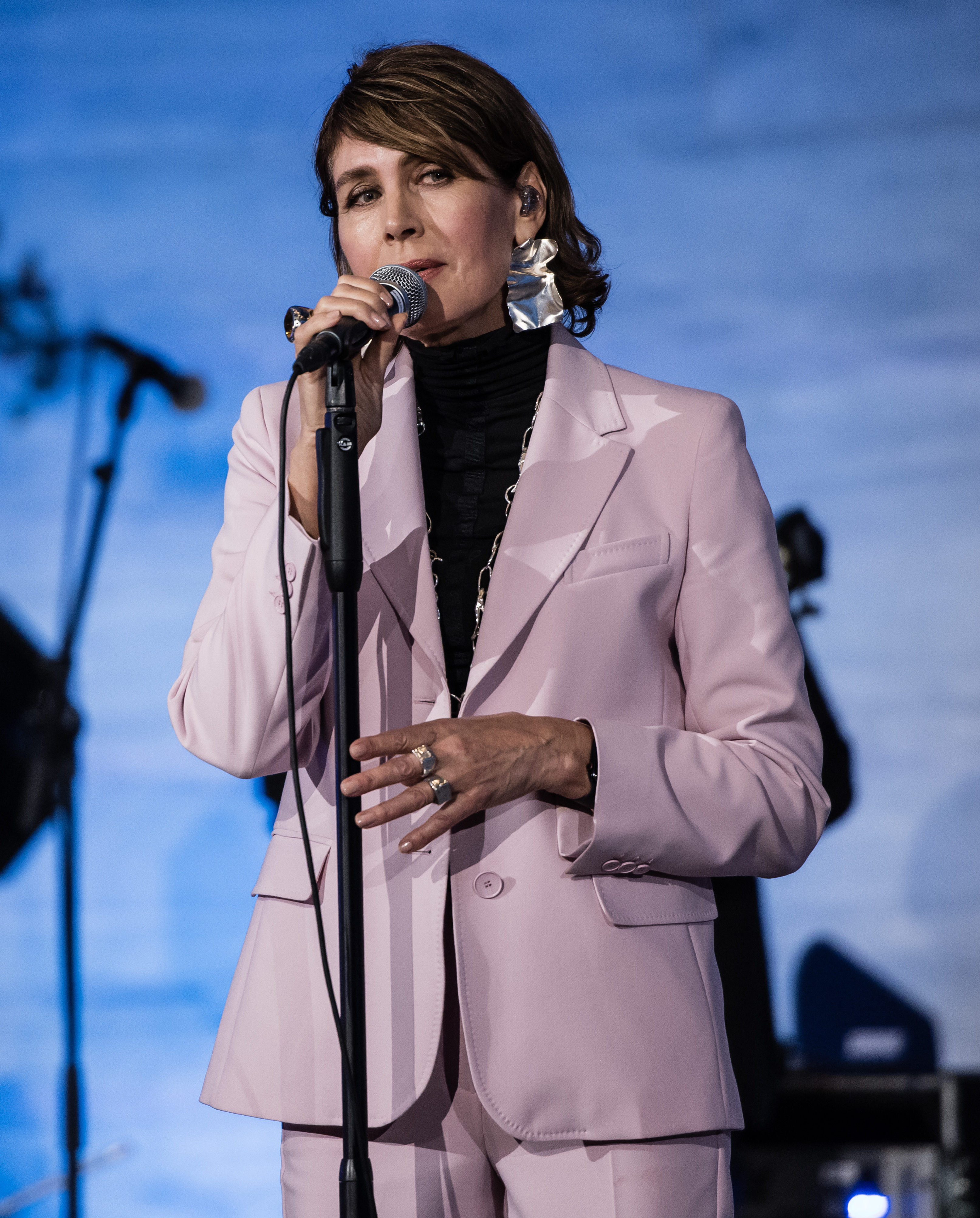
Kari Bremnes, 2022

Kari Bremnes (* 9. Dezember 1956 in Svolvær, Lofoten) ist eine norwegische Sängerin und Liedermacherin.

## Leben
Sie studierte an der Universität Oslo Nordistik, Geschichte und Theaterwissenschaften und arbeitete als Journalistin, bevor sie sich 1986 für eine Karriere als Musikerin entschied. 
Beeinflusst wurde sie durch Joni Mitchell, Frank Zappa, Donovan, Leonard Cohen, Bob Dylan und die Beatles. Ihr erstes Album war eine Vertonung der Gedichte von Tove Ditlevsen durch Petter Henriksen.
Die meisten ihrer Alben sind aufgrund ihrer hervorragenden Klangqualität besonders bei audiophil orientierten Musikhörern beliebt, wie beispielsweise das Konzeptalbum Svarta Bjørn über die historisch belegte Figur der Anna Rebecka Hofstad (oder „Anna Norge“), die sich Ende des 19. Jahrhunderts als Schlafbaracken-Köchin für die Gleisarbeiter beim Bau der schwedisch-norwegischen Erzbahn verdingte und somit eine der wenigen Frauen in einer fast vollständig geschlossenen Männerwelt war.

## Tourneen
Kari Bremnes tourte außer durch Norwegen auch durch Deutschland, Schweiz, Österreich, Frankreich und Japan. 

## Ehrungen
Sie erhielt dreimal die norwegische Auszeichnung Spellemannpris (Spielmannspreis): 1987 für ihr erstes Soloalbum Mitt ville hjerte (Mein wildes Herz) und 1991 für das Album Spor (Spur), an dem auch ihr Bruder Lars mitwirkte. Im Jahr 2000 wurde ihr der Preis zusammen mit ihren Brüdern Lars und Ola zuteil für das gemeinsame Album Soløye (Sonnenauge).

## Diskografie

### Alben
| Jahr | Titel                     | Höchstplatzierung, Gesamtwochen, AuszeichnungChartplatzierungen (Jahr, Titel, Platzierungen, Wochen, Auszeichnungen, Anmerkungen) | Höchstplatzierung, Gesamtwochen, AuszeichnungChartplatzierungen (Jahr, Titel, Platzierungen, Wochen, Auszeichnungen, Anmerkungen) | Anmerkungen                                           |
| Jahr | Titel                     | DE | NO | Anmerkungen                                           |
| ---- | ------------------------- | --- | --- | ----------------------------------------------------- |
| 1992 | Spor                      | — | NO15 (5 Wo.)NO | dt.: Spur                                             |
| 1993 | Løsrivelse                | — | NO5 (7 Wo.)NO | dt.: Loslösung                                        |
| 1994 | Gåte ved gåte             | — | NO9 (10 Wo.)NO | dt.: Rätsel an Rätsel                                 |
| 1995 | Erindring                 | — | NO11 (9 Wo.)NO | dt.: Erinnerung                                       |
| 1997 | Månestein                 | — | NO4 (15 Wo.)NO | dt.: Mondstein                                        |
| 1998 | Svarta Bjørn              | — | NO12 (5 Wo.)NO | dt.: Schwarze Bärin                                   |
| 2000 | Norwegian Mood            | DE— Gold (German Jazz Award)DE | NO35 (2 Wo.)NO | dt.: Norwegische Stimmung                             |
| 2002 | 11 ubesvarte anrop        | — | NO5 (10 Wo.)NO | dt.: 11 unbeantwortete Anrufe                         |
| 2005 | Over en by                | DE90 (1 Wo.)DE | NO3 (9 Wo.)NO | dt.: Über einer Stadt mit Nils Økland                 |
| 2007 | Live                      | — | NO6 (4 Wo.)NO | in Deutschland unter dem Titel Reise veröffentlicht   |
| 2009 | Ly                        | DE93 (1 Wo.)DE | NO1 (14 Wo.)NO | dt.: Obdach                                           |
| 2009 | Fantastisk Allerede       | — | NO5 (35 Wo.)NO | dt.: schon fantastisch Best-of zum 30. Bühnenjubiläum |
| 2011 | First Night On The Earth  | — | NO19 (2 Wo.)NO |                                                       |
| 2012 | Og Så Kom Resten Av Livet | — | NO2 Gold · (43 Wo.)NO | dt.: Und dann kommt der Rest des Lebens               |
| 2017 | Det Vi Har                | DE44 (1 Wo.)DE | NO5 (12 Wo.)NO | dt.: Was wir haben                                    |

Weitere Alben
- 1987: Mitt ville hjerte (Mein wildes Herz)
- 1989: Blå krukke (Blauer Krug)
- 2003: You’d Have To Be Here (Du müsstest hier sein) (englischsprachige Version von 11 ubesvarte anrop)

### Gemeinschaftsalben
| Jahr | Titel                | Höchstplatzierung, Gesamtwochen, AuszeichnungChartplatzierungen (Jahr, Titel, Platzierungen, Wochen, Auszeichnungen, Anmerkungen) | Höchstplatzierung, Gesamtwochen, AuszeichnungChartplatzierungen (Jahr, Titel, Platzierungen, Wochen, Auszeichnungen, Anmerkungen) | Anmerkungen                                                    |
| Jahr | Titel                | DE | NO | Anmerkungen                                                    |
| ---- | -------------------- | --- | --- | -------------------------------------------------------------- |
| 1991 | Salmer på veien hjem | — | NO15 (5 Wo.)NO | dt.: Psalme auf dem Weg nach Hause mit Ole Paus und Mari Boine |
| 2001 | Desemberbarn         | — | NO11 (7 Wo.)NO | dt.: Dezemberkind mit Rikard Wolff                             |

Weitere Gemeinschaftsalben
- 1980: Folk i husan mit Ola Bremnes
- 1983: Tid å hausta inn mit Lars Klevstrand
- 1984: Mitt navn er Petter Dass (Mein Name ist Petter Dass) mit Ola Bremnes
- 1991: Ord fra en fjord (Wort von einem Fjord) mit Ola und Lars Bremnes
- 1999: The Man From God Knows Where mit u. a. Tom Russell
- 2000: Soløye (Sonnenauge) mit Ola und Lars Bremnes
- 2003: Voggesanger fra ondskapens akse (Wiegenlieder von der Achse des Bösen)
- 2004: Lullabies from the axis of evil